# Treat Williams
Richard Treat Williams (Stamford, Connecticut; 1 de diciembre de 1951-Dorset, Vermont, 12 de junio de 2023) fue un actor estadounidense, conocido por sus papeles en Hair (1979), Dead Heat (1988) y Everwood (2002-2006).

## Biografía
Treat Williams nació en el seno de una familia acomodada. Sus padres eran Richard Norman Williams y Marion Williams (de soltera, Andrew). Recibió el nombre de Treat por su ancestro materno, Robert Treat Paine, un antiguo colono de Nueva Inglaterra y firmante de la Declaración de la Independencia. Estudió en el Franklin & Marshall College de Pensilvania y se graduó en el Kent School de Connecticut. Su nombre fue blanco de bromas de sus compañeros, ya que Treat significa también 'regalo' o 'delicia' en inglés. En sus tiempos de estudiante comenzó a participar en obras de teatro durante los veranos, tanto en obras clásicas como contemporáneas, además de participar en algunos musicales.
Después de su graduación se trasladó a Nueva York donde estudió actuación con Sandra Seacat, además de canto y baile. Trabajó eventualmente en Broadway, en el musical Grease, y en 1974 también en el musical Over There, junto a las legendarias The Andrews Sisters. 
Consiguió en 1976 algunos papeles menores en los filmes The Ritz, Marathon Man, Deadly Hero y The Eagle Has Landed; luego retornó al musical Grease.
En 1978 el director Milos Forman lo seleccionó para el papel de George Berger en la película Hair (1979). Este personaje lo lanzó a la fama y lo llevó a ser candidato al Premio Globo de Oro a la nueva estrella del año en 1980.
Desde entonces participó en más de noventa películas y varias series de televisión, entre las que destacan 1941 (1979), Érase una vez en América, de Sergio Leone (1984), Dead Heat (Estamos muertos... ¿o qué?, 1988), Things to Do in Denver When You're Dead (1995) y Deep Rising (1998). Fue dos veces más candidato al premio Globo de Oro, por su actuación en el filme El príncipe de la ciudad (1981), de Sidney Lumet, y por la película televisiva Un tranvía llamado deseo, de 1984.
En 1996 fue candidato al premio Emmy por su desempeño en la película de televisión The Late Shift, y también el mismo año tuvo un notable desempeño en The Phantom.
Su carrera teatral fue extensa. Trabajó en Broadway y Off-Broadway. Entre las obras teatrales en las que participó destacan Grease, Follies, Captains Courageous, Over Here!, Once in a Lifetime, Pirates of Penzance y Love Letters, recibiendo el premio Drama League Award por su actuación en Follies. En presentaciones Off-Broadway destacan Oleanna, Oh, Hell, Some Men Need Help y Maybe I'm Doing It Wrong. Williams poseía una notable voz de barítono, que usó en varios musicales.
También se desempeñó en una sola ocasión como director, recibiendo dos premios por el cortometraje Texan (1994).
En su carrera en televisión destaca su participación en las series Heartland, Everwood y Brothers & Sisters. Apareció en dos episodios de la serie de la cadena CBS Hawaii Five-0 como Mick Logan, personaje que era contratado por Steve McGarrett para vigilar a su madre, pero termina siendo el interés amoroso de Doris. También trabajo cómo amigo y compañero del comisionado de policía en Blue Blood

## Vida privada
Williams estuvo casado con Pam Van Sant con quien procreó Gill y Eleanor Claire. La familia tuvo dos residencias, una en Nueva York y otra en Manchester Center. Además, era piloto e instructor de vuelo profesional. Falleció el 12 de junio de 2023 por las lesiones provocadas tras ser impactado por un auto mientras conducía una motocicleta.